# Yamamoto Tadamichi
Yamamoto Tadamichi (山本 忠通 Sơn Bản Trung Thông, sinh năm 1950) là một nhà ngoại giao Nhật Bản, từng là Đại diện đặc biệt của Tổng thư ký Liên Hợp Quốc tại Afghanistan và là Trưởng Phái bộ Hỗ trợ Liên Hợp Quốc tại Afghanistan (UNAMA) cho đến khi được Deborah Lyons thế chỗ vào tháng 3 năm 2020.
Trước đây ông là Phó Đại diện đặc biệt của Tổng thư ký tại Afghanistan từ tháng 11 năm 2014. Từng giữ chức Đại sứ Nhật Bản tại Hungary vào năm 2012 và là đại diện đặc biệt của Chính phủ Nhật Bản tại Pakistan và Afghanistan năm 2010-2012. Yamamoto còn đứng ra điều phối một hội nghị quốc tế cấp bộ trưởng về phát triển Afghanistan, được tổ chức tại Tokyo, Nhật Bản vào tháng 7 năm 2012.
Ông tốt nghiệp bằng Cử nhân Khoa học chuyên ngành kỹ thuật tại Viện Công nghệ Tokyo và thi đậu lấy bằng cử nhân của Đại học Oxford.